# Polystichum guangxiense
Polystichum guangxiense là một loài thực vật có mạch trong họ Dryopteridaceae. Loài này được W.M. Chu & H.G. Zhou miêu tả khoa học đầu tiên năm 1996.